# Welliton
Welliton Soares de Morais (1986. október 22. –) brazil labdarúgó, csatár.

## Díjak, elismerések

### Egyéni
- Premijer Liga gólkirálya:
  - 2009 - 21 gól
  - 2010 - 19 gól